# Mubika Mubika
Mubika Mubika (* 20. August 1973) ist Politiker in Sambia.
Mubika Mubika arbeitete 1996 als Sekretär des Movement for Multiparty Democracy und ab 1998 als Bezirkssekretär in Sinjembela in der Westprovinz. Er kommt aus dieser Gegend. Schon sein Vater arbeitet 20 Jahre lang als Rat der United National Independence Party in diesem Bezirk.
Mubika Mubika konnte in der Nachwahl am 5. März 2005 und bei den Wahlen in Sambia 2006 für das MMD das Mandat im Wahlkreis Sinjembela nördlich von Sesheke in der Nationalversammlung erringen. Im Oktober 2006 wurde er zum Stellvertretenden Minister für Kommunikation und Transport ernannt.